# The Edsels
The Edsels fueron un grupo estadounidense de música de estilo Doo wop - basado en la interpretación a capela - estuvo activo durante el final de los 50 1958 hasta el principio de los 60 1963.
Su nombre original fue 'The Essos, si bien, con la aparición del modelo Edsel de la Ford cambiaron el nombre.
Grabaron 25 canciones, entre las que se cuentan "Rama Lama Ding Dong","What Brought Us Together", "Bone Shaker Joe" y "Do You Love Me", que les permitió grabar con Capitol Records en 1961. 
El éxito que les llevó a la fama fue "Rama Lama Ding Dong.", el único por el que son ahora conocidos. Esta canción se grabó en 1957, apareció con la carátula errónea indicando "Lama Rama Ding Dong," en 1958. Se hizo famosa gracias a un DJ de Nueva York que, en 1961, empezó a pincharla debido a su parecido a otro éxito del momento, la versión Doo-Wop de "Blue Moon." de The Marcels, llegando al puesto número 21 del Billboard.

## Miembros del grupo
- George Jones, Jr.
- Larry Green
- James Reynolds
- Harry Green
- Marshall Sewell